# 董果
董果為中國清朝武官官員，本籍直隸豐潤，乾隆二十六年辛巳恩科武進士。1777年（乾隆42年）奉旨接任顏鳴皐擔任台灣鎮總兵。是台灣清治時期此期間，受台灣道制約的台灣地區最高軍事首長。
| 前任： 顏鳴皋 | 台灣鎮總兵 1777年上任 | 繼任： 張繼勳 |